# Staatliche Fachakademie für Fotodesign München

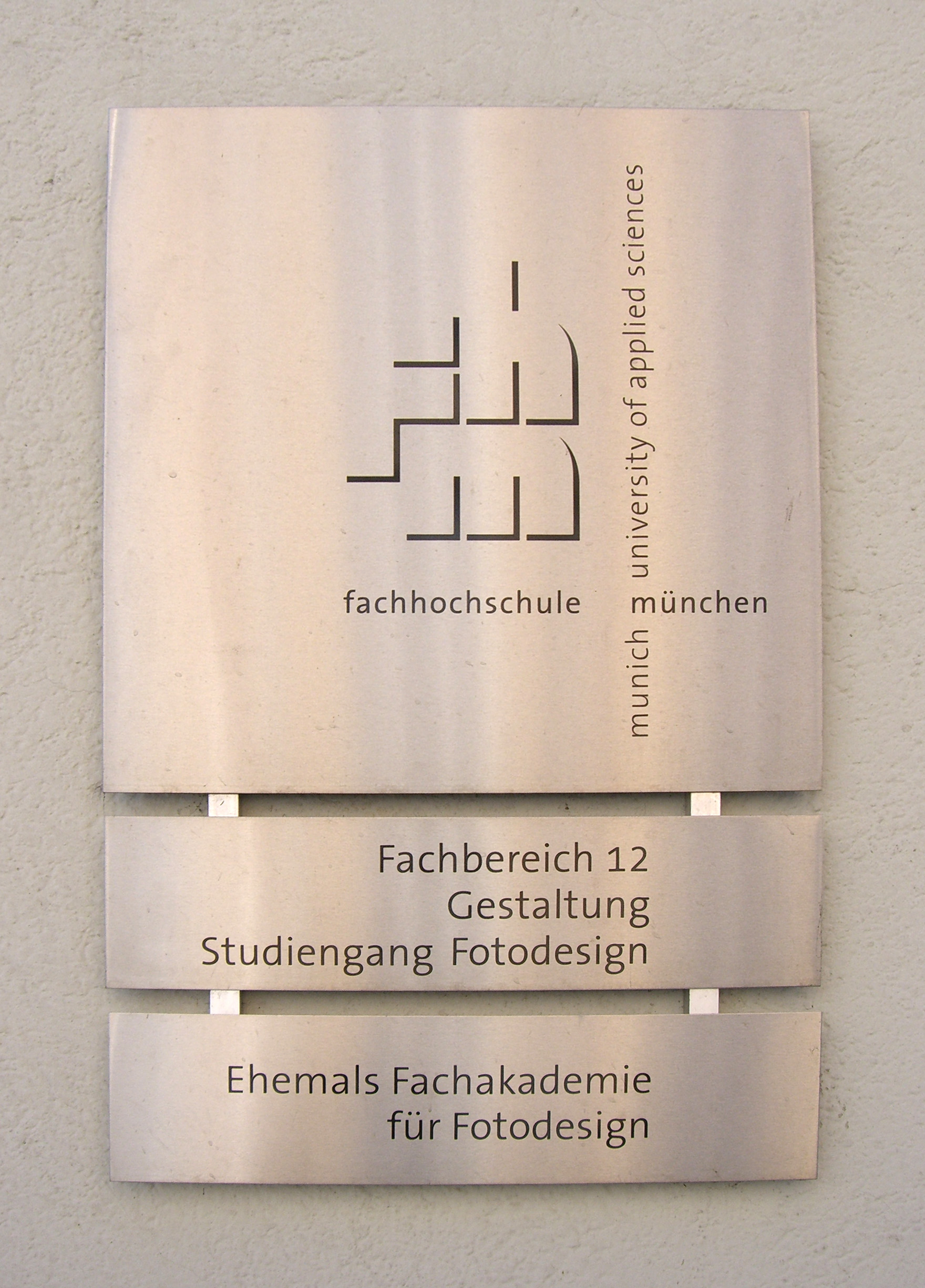
Hinweisschild in der Clemensstraße

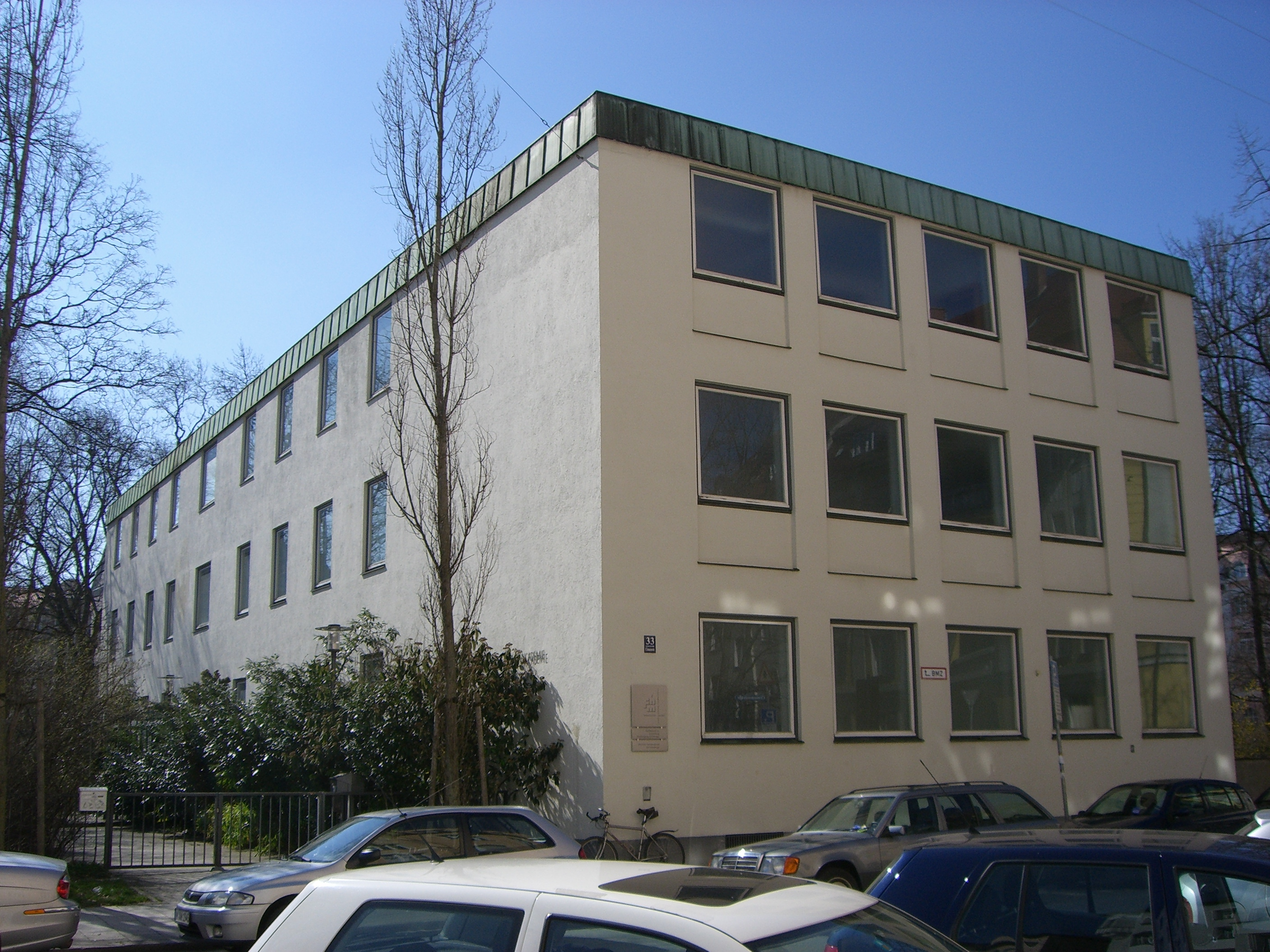
Der alte Standort in der Clemensstraße

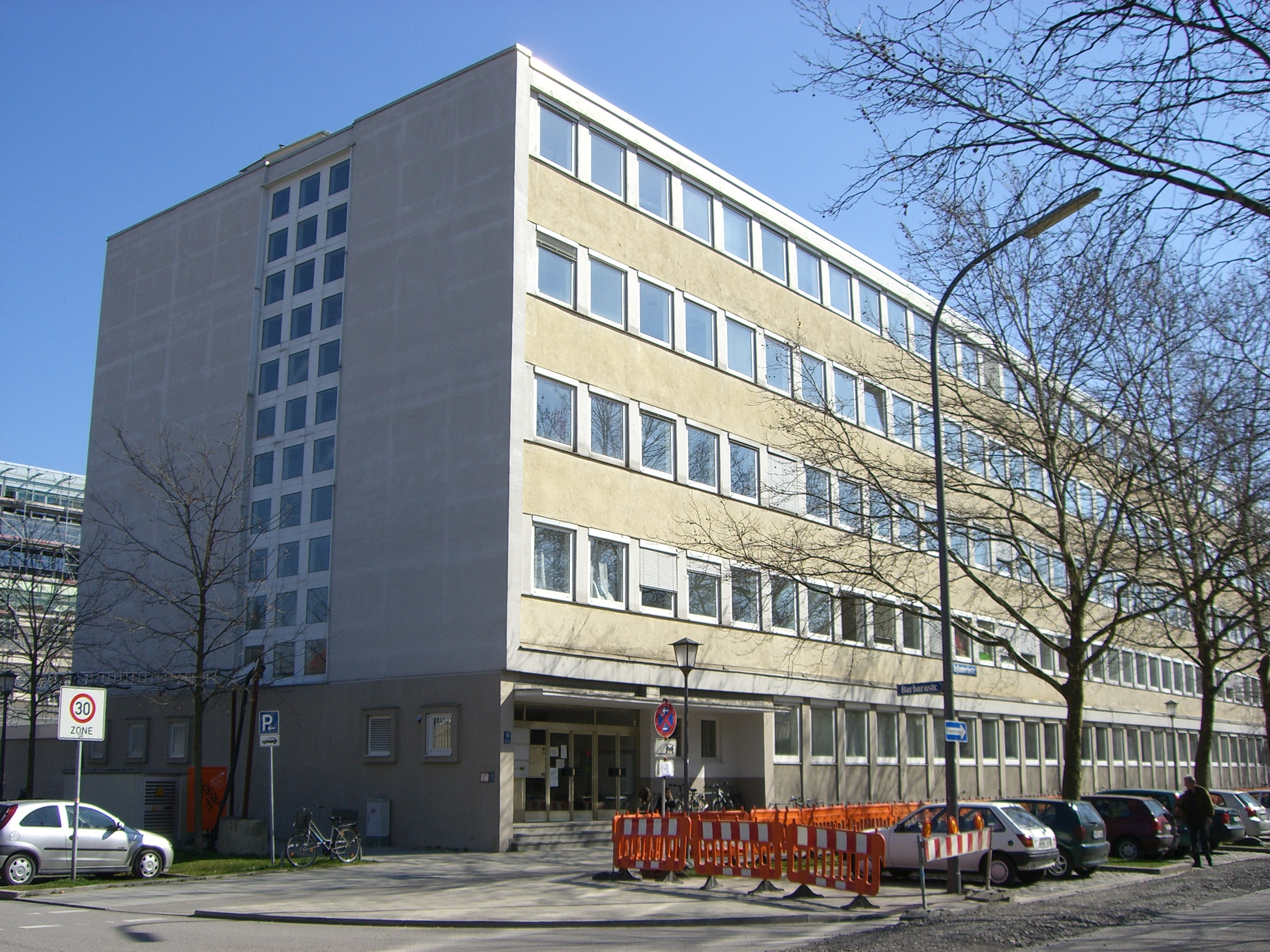
Der frühere Standort des Fachbereichs Gestaltung in der Infanteriestraße

Die Staatliche Fachakademie für Fotodesign München war eine eigenständige Ausbildungseinrichtung für Fotografie und Fotodesign in München mit mehreren Vorgängerinstitutionen, die 2002 in die Hochschule München eingegliedert wurde.

## Geschichte
Die Ausbildungseinrichtung wurde am 15. Oktober 1900 unter dem Namen „Lehr- und Versuchsanstalt für Photographie“ als eine von der „Kgl. Bayerischen Staatsregierung subventionierte Bildungsanstalt“ in der Rennbahnstraße, nahe der Münchner Theresienwiese eröffnet. Gründer und Gründungsdirektor ist G. H. Emmerich. 1904 Erweiterung um eine grafische Abteilung. Umbenennung in „Lehr- und Versuchsanstalt für Photographie, Chemiegrafie, Lichtdruck und Gravüre“. 1905 Zulassung von Frauen zur fotografischen Ausbildung. 1907–1913 Anstellung von Frank Eugene als Lehrer für „Künstlerische Photographie“. 1921 wurde sie verstaatlicht und trug den Namen „Staatliche Höhere Fachschule für Phototechnik“. 1928 wurde sie in „Bayerische Staatslehranstalt für Lichtbildwesen“ und 1954 in „Bayerische Staatslehranstalt für Photographie“ umbenannt. 1990 wurde die Bezeichnung erneut mit „Staatliche Fachakademie für Fotodesign“ der zeitlichen Entwicklung angepasst. 2002 wurde die Fachakademie als Studiengang „Fotodesign“ in den Fachbereich 12 „Gestaltung“ der Fachhochschule München (FHM) eingegliedert. 2004 verließen die letzten 30 Absolventen die Räume an der Clemensstraße 33. „Fotodesign“ ist heute eine Studienrichtung der Fakultät für Design der Hochschule München, die seit 2019 ihren Sitz im ehemaligen landesherrlichen Zeughaus in der Lothstraße 17 hat.

## Bekannte ehemalige Angehörige
- G. H. Emmerich (1900–1917), Gründer und Leiter
- Wanda von Debschitz-Kunowski (1900–1902)
- František Drtikol (1901–1903)
- Frank Eugene Smith (1907–1913)[1]
- Germaine Krull (1915–1917)
- Wilhelm Castelli (1921–1923)[2]
- Andor Kraszna-Krausz
- Lotte Jacobi (1925–1927)
- Hubs Flöter, 1928.
- Johannes Felbermeyer (1926–1928)
- Hedda Morrison (1929–1931)
- Willy Zielke als Dozent
- Dieter Hinrichs als Lehrer
- Ilse Schneider-Lengyel
- Otti Zacharias (1930–1931)
- Helmut Gernsheim (1934–1936)
- Ingeborg Wollenzien (1938–1940)
- Wolfgang Reisewitz (1948–1949)
- Peter Keetman (1935–1937 & 1947–?)[3]
- Walter E. Lautenbacher (1947–1949)
- Elisabeth Niggemeyer (1950–1952)
- Floris Michael Neusüss (1958–1960)
- Christoph von Wangenheim (1962–1964)
- Etienne C.l. van Sloun (1964–1966)
- Dominikus Probst (1978–1980)
- Petra Gerschner (1982–1984)
- Juergen Teller (1984–1986)
- Martin Fengel (1986–1988)
- Michael Wesely (1986–1988)
- Jörg Koopmann (1990–1993)
- Florian Holzherr (1996–1999)